# Paris Saint-Germain Football Club (femenino)
El Paris Saint-Germain Football Club Féminines es un club de fútbol femenino francés con sede en París. Viste de azul, rojo y blanco. Su estadio es el Stade Sébastien Charléty en Paris. Actualmente se desempeña en la Première Ligue, máxima división del fútbol femenino en Francia.
Fue creado en 1971, un año después de su similar masculino. Debutó en la D1 Feminine iniciando la temporada 1979-80; pasó una época en la D2 Féminine, donde se consagraron campeonas en la temporada 2000-01. Ganó dos títulos de importancia con la Copa de Francia de las temporadas 2009-10 y 2017-2018. Entre 2010 y 2016 ha sido subcampeón de la D1 Feminine cinco veces. Vencedora de la D1 en la temporada 2020-21, logrando así su primer título en dicha competición nacional.

Su mejor resultado en la Liga de Campeones femenina de la UEFA son dos subcampeonatos en las temporadas 2014-15 y 2016-17.

## Historial en la Liga de Campeones
| Temporada | Ronda                  | Club              | Casa                   | Fuera                  | Resultado              |
| --------- | ---------------------- | ----------------- | ---------------------- | ---------------------- | ---------------------- |
| 2011-12   | Dieciseisavos de final | Peamount United   | 3–0                    | 2–01                   | 5–0                    |
| 2011-12   | Octavos de final       | Frankfurt         | 2–1                    | 0–3 1                  | 2–4                    |
| 2013–14   | Dieciseisavos de final | Tyresö            | 0–0                    | 1–21                   | 1–2                    |
| 2014–15   | Dieciseisavos de final | Twente            | 1–0                    | 2–11                   | 3–1                    |
| 2014–15   | Octavos de final       | Olympique de Lyon | 1–1 1                  | 1–0                    | 2–1                    |
| 2014–15   | Cuartos de final       | Glasgow City      | 5–0                    | 2–01                   | 7–0                    |
| 2014–15   | Semifinal              | VfL Wolfsburgo    | 1–2                    | 2–01                   | 3–2                    |
| 2014–15   | Final                  | Frankfurt         | 1–2 ( Berlín)          | 1–2 ( Berlín)          | 1–2 ( Berlín)          |
| 2015–16   | Dieciseisavos de final | Olimpia Cluj      | 9–0                    | 6–01                   | 15–0                   |
| 2015–16   | Octavos de final       | KIF Örebro        | 0–0                    | 1–11                   | 1–1 (rgv)              |
| 2015–16   | Cuartos de final       | FC Barcelona      | 1–0                    | 0–0 1                  | 1–0                    |
| 2015–16   | Semifinal              | Olympique de Lyon | 0–1                    | 0–7 1                  | 0–8                    |
| 2016–17   | Dieciseisavos de final | Lillestrøm SK     | 4–1                    | 1–31                   | 5–4                    |
| 2016–17   | Octavos de final       | BIIK Kazygurt     | 4–1                    | 3–01                   | 7–1                    |
| 2016–17   | Cuartos de final       | Bayern de Múnich  | 4–0                    | 0–1 1                  | 4–1                    |
| 2016–17   | Semifinal              | FC Barcelona      | 2–0                    | 3–11                   | 5–1                    |
| 2016–17   | Final                  | Olympique de Lyon | 0–0 (6p–7p) ( Cardiff) | 0–0 (6p–7p) ( Cardiff) | 0–0 (6p–7p) ( Cardiff) |
| 2018–19   | Dieciseisavos de final | St. Pölten        | 2–0                    | 4–1 1                  | 6–1                    |
| 2018–19   | Octavos de final       | Linköpings        | 3–2                    | 2–0 1                  | 5–2                    |
| 2018–19   | Cuartos de final       | Chelsea           | 2–1                    | 0–21                   | 2–3                    |
| 2019–20   | Dieciseisavos de final | Braga             | 0–0                    | 7–01                   | 7–0                    |
| 2019–20   | Octavos de final       | Breiðablik        | 4–0                    | 3–11                   | 7–1                    |
| 2019–20   | Cuartos de final       | Arsenal           | 2–1 ( San Sebastián)   | 2–1 ( San Sebastián)   | 2–1 ( San Sebastián)   |
| 2019–20   | Semifinal              | Lyon              | 0–1 ( San Sebastián)   | 0–1 ( San Sebastián)   | 0–1 ( San Sebastián)   |
| 2020-21   | Dieciseisavos de final | Górnik Łęczna     | 6–1                    | 2–0 f                  | 8–1                    |
| 2020-21   | Octavos de final       | Sparta Praga      | 5–0f                   | 0–3                    | 5–3                    |
| 2020-21   | Cuartos de final       | Lyon              | 0–1 f                  | 2–1                    | 2–2(rgv)               |
| 2020-21   | Semifinal              | FC Barcelona      | 1–1 f                  | 1–2                    | 2–3                    |
| 2021–22   | Grupo B                | Breiðablik        | 6–0                    | 2–01                   | 8–0                    |
| 2021–22   | Grupo B                | Járkov            | 5–01                   | 6–0                    | 11–0                   |
| 2021–22   | Grupo B                | Real Madrid       | 4–01                   | 2–0                    | 6–0                    |
| 2021–22   | Cuartos de final       | Bayern de Múnich  | 2–2                    | 2–1 f                  | 4–3                    |
| 2021–22   | Semifinal              | Lyon              | 2–1                    | 2–31                   | 3–5                    |
| 2022-23   | Ronda 2                | BK Häcken         | 2–11                   | 2–0                    | 4–1                    |
| 2022-23   | Fase de grupos         | Chelsea           | 0–1 1                  | 0–3                    | 0–4                    |
| 2022-23   | Fase de grupos         | Real Madrid       | 2–1                    | 0–0 1                  | 2–1                    |
| 2022-23   | Fase de grupos         | Vllaznia          | 5–0 1                  | 4–0                    | 9–0                    |
| 2022-23   | Cuartos de final       | Wolfsburgo        | 0–1 1                  | 1–1                    | 1–2                    |

1 Partidos de ida.

## Palmarés
| Competición nacional       | Títulos                            | Subcampeonatos                                                                           |
| -------------------------- | ---------------------------------- | ---------------------------------------------------------------------------------------- |
| Primera División (1/10)    | 2020-21                            | 2010-11, 2012-13, 2013-14, 2014-15, 2015-16, 2017-18, 2018-19, 2019-20, 2021-22. 2022-23 |
| Segunda División (1/2)     | 2000-01                            | 1982-83, 1984-85                                                                         |
| Copa de Francia (4/5)      | 2009-10, 2017-18, 2021-22, 2023-24 | 2007-08, 2013-14, 2016-17, 2019-20, 2022-23                                              |
| Supercopa de Francia (0/2) |                                    | 2019, 2022                                                                               |

| Competición internacional                   | Títulos | Subcampeonatos    |
| ------------------------------------------- | ------- | ----------------- |
| Liga de Campeones Femenina de la UEFA (0/2) |         | 2014-15, 2016-17. |